# Interno urbano
Interno urbano è un dipinto di Mario Bazzi. Eseguito nel 1946, appartiene alle collezioni d'arte della Fondazione Cariplo.

## Descrizione
Si tratta di uno scorcio urbano dipinto con asciuttezza ed essenzialità, caratteristiche derivate probabilmente dall'attività di cartellonista del Bazzi. Stile ed impostazione del dipinto richiamano il vedutismo di Raffaele De Grada.